# Mazama temama
Mazama temama is een zoogdier uit de familie van de hertachtigen (Cervidae). Dit spieshert komt voor in Midden-Amerika.

## Taxonomie
Mazama temama werd in 1792 door Kerr wetenschappelijk beschreven. Later werd het geduid als ondersoort van het rood spieshert (Mazama americana). Sinds het einde van de jaren negentig van de twintigste eeuw wordt Mazama temama weer beschouwd als een zelfstandige soort, die wel nauw verwant is aan het rood spieshert.

## Voorkomen
Het verspreidingsgebied van Mazama temama loopt van zuidelijk Mexico via Belize, Guatemala, El Salvador, Honduras, Nicaragua, Costa Rica en Panama tot aan noordwestelijk Colombia. Dit hert leeft in bosgebieden van zeeniveau tot 2.800 meter hoogte.